# Thiếu niên Trương Tam Phong
Thiếu Niên Trương Tam Phong (tên khác: Kỳ tài Trương Tam Phong, tiếng Hoa: 少年張三丰, tiếng Anh: Taiji Prodigy) là một phim hài võ hiệp dài 40 tập do Đài Loan sản xuất và công chiếu vào năm 2001. Bộ phim quy tụ dàn diễn viên nổi tiếng đến từ Trung Quốc, Hồng Kông, Đài Loan và Thái Lan như Trương Vệ Kiện, Tô Hữu Bằng, Lý Băng Băng, Nghiêm Khoan, Lý Tiểu Lộ, Lâm Tâm Như, Trương Thiết Lâm, Vương Diễm, Tae và Hồ Tĩnh.

## Nội dung
Lấy bối cảnh lịch sử dưới thời Nam Tống nhiều biến động, phim tái hiện quá trình gây dựng phái Võ Đang nổi tiếng trong võ lâm với môn Thái cực quyền lưu truyền ngàn đời ở Trung Quốc. Nhân vật chính Trương Tam Phong tên thật là Trương Quân Bảo từ nhỏ được gia đình gởi vào Thanh Phong quan tu hành. Trong khi đó, bên ngoài đang diễn ra nhiều sự kiện sóng gió với việc gian thần Tần Cối xúi giục vua giết hại tướng quân Nhạc Phi. Trước khi bị bắt Nhạc Phi đã giao lại di vật cho Quân Bảo nắm giữ, khiến Quân Bảo bị người của Tần Cối và cả võ lâm truy đuổi, hãm hại. Trong chuyến hành trình gánh vác trọng nhiệm mà Nhạc Phi đã gởi gắm, Quân Bảo gặp gỡ và kết bạn với minh chủ võ lâm Dịch Kế Phong, hiệp khách võ công cái thế Dịch Thiên Hành và nữ hiệp Tần Tư Dung - người được Tần Cối cài vào để theo dõi Quân Bảo... Trải qua bao biến cố sinh tử cùng gia đình, bằng hữu và quốc gia, Quân Bảo đổi tên thành Trương Tam Phong, lập nên môn phái Võ Đang và sáng chế ra bộ võ học tinh thâm Thái cực quyền lưu danh muôn thuở.

## Diễn viên
- Trương Vệ Kiện vai Trương Quân Bảo
- Lý Băng Băng vai Tần Tư Dung
- Tô Hữu Bằng vai Dịch Thiên Hành
- Nghiêm Khoan vai Dịch Kế Phong
- Trương Thiết Lâm vai Trừng Không đại sư
- Lâm Tâm Như và Ngưu Manh Manh vai Băng Tâm
- Lý Tiểu Lộ vai Minh Đạo Hồng
- Vương Diễm vai Triệu Ngọc Nhi
- Hồ Tĩnh vai Lăng Tuyết Nhạn
- Trương Nguy vai Nhạc Phi
- Tae vai Trương Thúy Sơn
- Vương Đức Thuận vai Dịch Vân
- Tào Tuấn vai Tống Viễn Kiều
- Mã Cường vai Du Liên Châu
- Âm Ái Quốc vai Du Đại Nham
- Long Mãnh vai Trương Tòng Khê
- Vương Quần vai Trương Thao
- Phó Hiểu Na vai Trương phu nhân
- Đỗ Ngọc Minh vai Tiêu Diêu Vương
- Ngưu Thanh Phong vai Trương Khải Tiều
- Chu Yến vai Hồng Nương
- Lý Bảo Thành vai Xà Ma
- Lý Bảo Long vai Huyết Ma
- Diệp Quân vai Bát Vương gia
- Trịnh Giai Hân vai Thiểm Điện/Ân Tố Tố
- Thẩm Y Linh vai Tiểu Điệp
- Thịnh Tài Tân vai Thánh tăng
- Trương Xuân Trọng vai Thái Hư Tử
- Tiết Văn Thành vai Vô Trần
- Quan Chuyên Điền vai Liễu Nhân
- Võ Gia Huy vai Nguyên Nhất Bình
- Dương Hạo Tường vai Nguyên Nhất Hiệp
- Nghiêm Hồng Trí vai Biển Bức
- Thái Tiểu Long vai Lăng Thiên Bá
- Từ Văn Bân vai Trấn Giang Nam